# جووانی باتیستا بلتسونی
جووانی باتیستا بلتسونی (به ایتالیایی: Giovanni Battista Belzoni) زاده ۱۵ نوامبر ۱۷۷۸ در پادوا و مرگ در ۳ دسامبر ۱۸۲۳ در بنین، از نامدارترین مصرشناسان سدهٔ نوزدهم میلادی اهل ایتالیا بود. او را با نام "بلتسونی بزرگ" و "بزرگ شگفت‌انگیز پادوا" نیز می‌شناسند.

## زندگی
در سال ۱۸۰۳ او به انگلستان سفر کرد و با بانویی انگلیسی به نام سارا بین ازدواج کرد. او بدنی بسیار ورزیده با قدی به اندازه ۲ متر داشت و او و همسرش برای گذران زندگی در سیرک‌ها نقش بازی می‌کردند.

### سفر به مصر

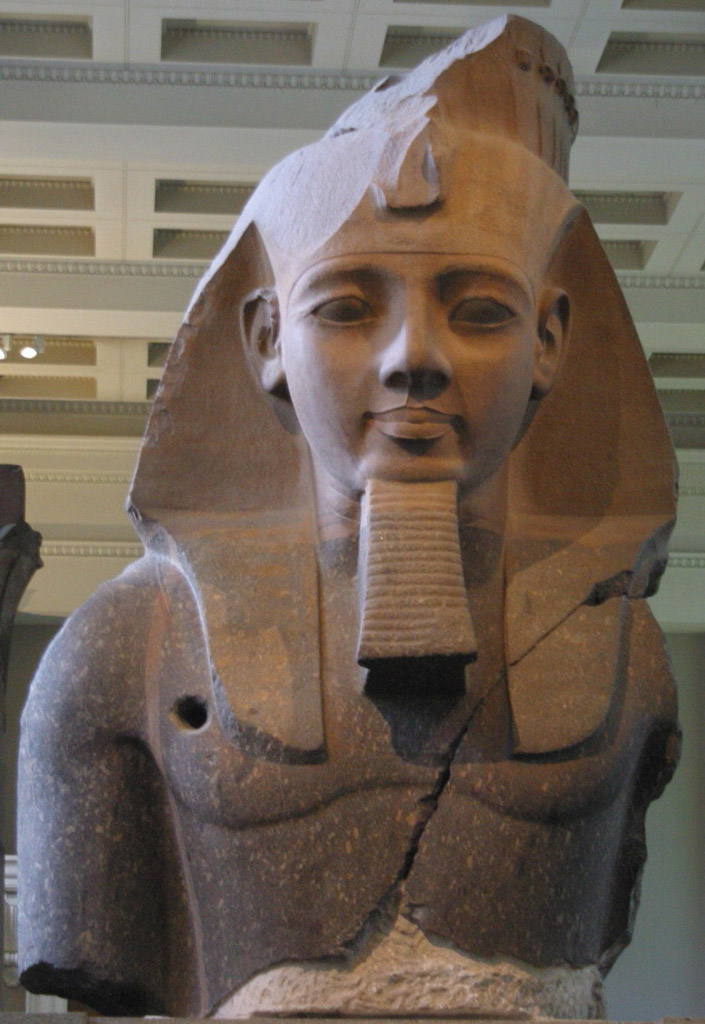
"مِمنون جوان"، تندیس رامسس دوم در موزه بریتانیا

بلتسونی در ۱۸۱۲ انگلستان را برای اجرای نمایش به مقصد اسپانیا، پرتغال، و سیسیل ترک کردو در ۱۸۱۵ به مالت رفت. او در آنجا محمد علی پاشا را ملاقات کرد که در آن هنگام مشغول بررسی برای اجرای طرحی دربارهٔ سامانه آبیاری کشتزارها بود. بلتسونی می‌خواست به او یکی از اختراعات خود را که ماشینی برای کشیدن آب نیل و رساندن آن به کشتزارها بود، نشان دهد. با آنکه ماشین او به خوبی کار می‌کرد، نتوانست امتیاز پروژه را برای خود کند و بی‌آنکه پولی داشته باشد ناچار شد تا به کاردار سفارت انگلستان در قاهره مراجعه کند.
به درخواست یوهان لودویگ برکهارت، بلتسونی به معبد رامسیوم در تبس فرستاده شد و با مهارت بسیار توانست تندیس سنگی رامسس دوم را جابجا کند. این تندیس توسط خود او به انگلستان آورده شد و امروزه در موزه بریتانیا نگهداری می‌شود.
او به معبد بزرگ ادفو، الفانتین، و فیله سفر کرد و معبد بزرگ ابو سمبل را از شن پاکسازی کرد. بلتسونی همچنین کاوش‌هایی در کارناک داشت و گور ستی یکم را گشود؛ آرامگاهی که گاه به نام «گور بلتسونی» نامیده می‌شود. او نخستین کسی بود که وارد هرم دوم جیزه شد.
در ۱۸۲۳ بلتسونی رهسپارِ سفری به غرب آفریقا شد و می‌خواست تا به تیمبوکتو برود. به دلیل آنکه نتوانست اجازه گذر از مراکش را دریافت کند، راه کرانه‌ای گینه را انتخاب کرد و به بنین رفت. در بنین اما دچار دیسانتری شد و همان‌جا درگذشت. بسیاری از آثاری که وی جمع‌آوری کرده بود، در نهایت به موزه بریتانیا رسید.